# Margarete von Österreich (1395–1447)
Margarete von Österreich (* 26. Juni 1395 in Wien; † 24. Dezember 1447 in Burghausen) war durch Heirat Herzogin von Bayern-Landshut. Sie war eine Tochter von Albrecht IV. von Österreich mit Johanna Sophie von Baiern. Sie heiratete 1412 Herzog Heinrich XVI. von Baiern, den Sohn des Herzogs Friedrich von Baiern-Landshut aus dessen zweiter Ehe mit Maddalena Visconti, einer Tochter von Bernabò Visconti, dem Stadtherrn von Mailand.
Margarete hielt sich meist fern vom Landshuter Hof auf der Burg zu Burghausen auf. Daraus wurde gefolgert, Heinrich habe die Landshuter Tradition begonnen, seine Ehefrau nach Burghausen zu „verbannen“; sein Sohn Ludwig IX. und sein Enkel Georg seien ihm darin gefolgt, so die Legende. Über Heinrichs Unerbittlichkeit hatte sich jedenfalls seine Gemahlin beklagt und unter seiner bis zum Geiz ausartenden Sparsamkeit litt auch sein Sohn und späterer Nachfolger.

## Nachkommen
Aus der Ehe gingen sechs Kinder hervor, von denen drei das Erwachsenenalter erreichten.
- Johanna (1413–1444) ⚭ 1430 Pfalzgraf Otto I. von Pfalz-Mosbach (1390–1461); beigesetzt in der  Stiftskirche St. Juliana (Mosbach)
- Albrecht (1414–1416), begraben im Kloster Raitenhaslach
- Friedrich (1415–1416), begraben im Kloster Raitenhaslach
- Ludwig IX. (1417–1479) ⚭ 1452 Prinzessin Amalie von Sachsen (1436–1501)
- Elisabeth (1419–1451) ⚭ 1445 Herzog Ulrich V. von Württemberg (1413–1480)
- Margarete (* 1420; † früh)